# ノダル・チェイシュヴィリ
ノダル・チェイシュヴィリ（グルジア語: ნოდარ ჭეიშვილი、Nodar Tcheishvili、1990年12月19日 - ）は、ディディ10、RCアミ－・トビリシに所属するラグビーユニオン選手。

## プロフィール
- ジョージア・トビリシ出身[1]。
- ポジションはロック(LO)。
- 身長 201cm、体重 118kg
- ジョージア代表キャップは54（2025年2月現在）でラグビーワールドカップ2023のジョージア代表に選ばれた[2]。

## 略歴
レロ・サラセンズ、USONヌヴェール、USセーノイズ、SOシャンベリ、コーニッシュ・パイレーツ、ロンドン・スコティッシュFC、RCアイア・クタイシ、RCロコモティヴィ・トビリシ、ブラックライオンを経て、2024年、ブラックライオンに加入。 